# Simonyi Imre (költő)
Simonyi Imre (eredeti neve: Szmola Imre) (Simonyifalva (ma Románia, Arad megye), 1920. szeptember 14. – Gyula, 1994. február 10.), József Attila-díjas (1974) költő.

## Életpályája

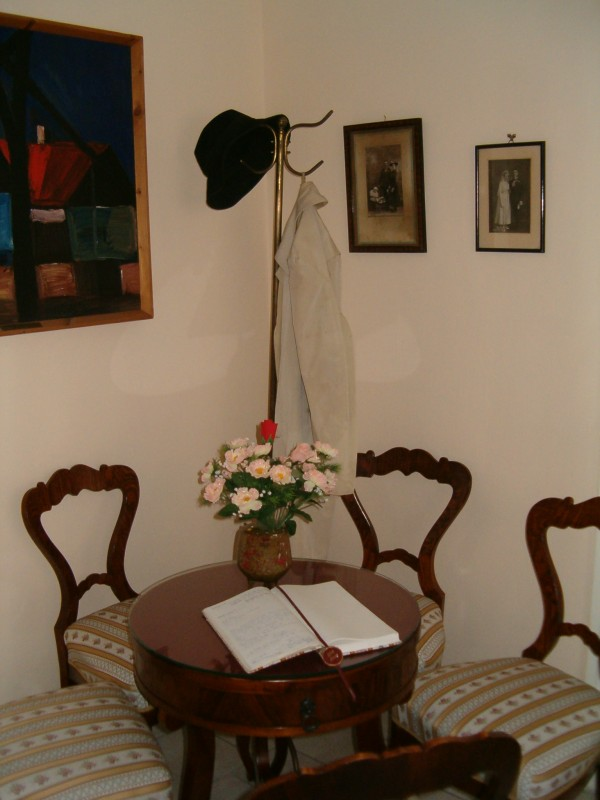
Emlékszoba

1926-ban édesanyjával Gyulára települtek át. 1940-ben itt érettségizett. 1940–1944 között tisztviselő, „szellemi ínségmunkás”; a nevét Simonyira változtatta. 1943-ban a bevonulás megtagadása miatt hadbíróság elé került. 1944 szeptemberében a katonai behívó elől elrejtőzött. 1945–1949 között az Alföld című újság szerkesztője volt. 1946–1949 között a Gyulai Kis Újság felelős szerkesztője volt. 1949-ben az újság megszűntével munka nélkül maradt. 1952–1956 között segédmunkás, napszámos Budapesten. 1956–1957 között a Gyulai Hírlap felelős szerkesztője lett. 1956. december 17-én „ellenforradalmi” tevékenységéért letartóztatták, majd Kistarcsára internálták. 1957 elején figyelmeztetéssel szabadon bocsátották; ezután ismét Budapesten lett segédmunkás. 1967-ben visszaköltözött Gyulára. 1985-ben csaknem 30 éves szilencium után a Békés Megyei Népújság közölte Kohán György című versét.

## Kötetei
- 1956 – Tisztességes írás
- 1962 – Önéletrajz helyett
- 1966 – Ne sírjatok
- 1970 – Hatodnapon
- 1978 – Gyulai krétarajzok
- 1980 – Forgácsok egy fakeresztről
- 1984 – Két szerelem
- Különvélemény. Válogatott versek; Szépirodalmi, Bp., 1986
- 1989 – Ember Gedeon jegyzeteiből (prózai művek)
- 1990 – Világ és nézet
- Az öröm hiányzott. A szerző válogatása életművéből; Trikolor–Intermix, Bp.–Ungvár, 1994 (Örökségünk)
- A költő törvénye. Készült a költő születésének 75. évfordulójára; vál., összeáll. Vaszkán Erzsébet és Dancs László; Békés Megyei Levéltár, Gyula, 1995
- Szemközt s háttal. Válogatott versek és prózai írások; vál., szerk. Krasznahorkai Géza; Concord Media, Arad, 2006 (Irodalmi jelen könyvek)
- Költő, az innenső parton; Concord Media, Arad 2008 (Irodalmi jelen könyvek)
- Sarusi Mihály: Innen a rácson. Simonyi Imre, Ördögh Szilveszter, Körmendi Lajos és Nagy Gáspár küldeményei. Levelesládámból I.; Corvinka Könyvek, Békéscsaba, 2017

## Díjai
- 1974 – József Attila-díj II. fokozata
- 1980 – A Munka Érdemrend ezüst fokozata
- 1987 – Artisjus-díj
- 1988 – a Művészeti Alap díja
- 1991 – Déry Tibor-díj
- 1991 – Gyula díszpolgára

## Emlékezete
- Simonyi Imre szavalóverseny (Gyula)[2]
- Emlékszoba (Gyula)
- Emlékház (Simonyifalva)
- Köztéri szobor (Gyula)
- Simonyi Imre Általános Iskola (Simonyifalva, 2004–)
- Regionális Simonyi Napok (Simonyifalva, 2003–)
- Sarusi Mihály: Simonyi a legnagyobb? Ua: Szökőélet. Miskolc, 1997. 33-40.
- Sarusi Mihály: Simonyitól Simonyiig. Ua: Petőfi: más. Misk.-Szoln. 2002. 86-111.